# Bilopillia (huyện)
Huyện Bilopillia (tiếng Ukraina: Білопільський район, chuyển tự: Bilopillias'kyi raion) là một huyện của tỉnh Sumy thuộc Ukraina. Huyện Bilopillia có diện tích 1443 kilômét vuông, dân số theo điều tra dân số ngày 5 tháng 12 năm 2001 là 61321 người với mật độ 42 người/km2. Trung tâm huyện nằm ở Bilopillia.